# Roland Desné
Roland Desné (* 24. April 1931 in Issy-les-Moulineaux; † 9. Juli 2020 in Paris) war ein französischer Romanist und Spezialist des 18. Jahrhunderts.

## Leben und Werk
Desné wuchs als Sohn eines Eisenbahners und kommunistischen Gewerkschaftlers in Asnières-sur-Seine auf. Von 1951 bis 1960 besuchte er die École normale supérieure Lettres et sciences humaines in Saint-Cloud und bestand 1960 die Agrégation im Fach Lettres modernes. Er habilitierte sich 1977 an der Universität Paris IV (Sorbonne) bei Jacques Chouillet kumulativ unter dem Titel Recherches sur le matérialisme français au 18e siècle und wurde Professor an der Universität Reims. Er war Mitglied der 1964 gegründeten Société française d’étude du XVIIIe siècle und gehörte zu den Herausgebern ihrer 1969 gegründeten Zeitschrift Dix-huitième siècle.

## Werke
- Lectures des «Confessions» de J.-J. Rousseau. Place, Paris 1978.
- (mit René Hally) Le parler des francs-maçons. Éd. Véga, Paris 2008.

### Herausgebertätigkeit
- Les matérialistes français de 1750 à 1800. Buchet/Chastel, Paris 1965.
- Jean Meslier: Oeuvres complètes. 3 Bde. Editions Anthropos, Paris 1970–1972.
- Le Curé Meslier et la vie intellectuelle, religieuse et sociale à la fin du 17e et au début du 18e siècle. Actes du colloque international de Reims, 17–19 octobre 1974. Reims 1980.
- Denis Diderot: La Religieuse. Garnier-Flammarion, Paris 1968.
- Denis Diderot: Le neveu de Rameau ou, Satire seconde, accompagné de la Satire première. Éditions sociales, Paris 1972.
- (mit anderen) Voltaire und Deutschland. Quellen und Untersuchungen zur Rezeption der französischen Aufklärung. Metzler, Stuttgart 1979.
- (mit anderen) Recepción de autores franceses de la época clásica en los siglos XVIII y XIX en España y en el extranjero. Madrid 2002.
- (mit Pierre Abraham) Manuel d’histoire littéraire de la France, 7 Bde., Paris 1965–1982, 1987–1989
  - 1. Des origines à 1600, hrsg. von Jean-Charles Payen und Henri Weber, 1965, 412 Seiten; 1971, 659 Seiten (mit Jean-Louis Gourg)
  - 2. 1600–1715, hrsg. von Anne Ubersfeld und Roland Desné, 1966, 1975, 492 Seiten
  - 3. 1715–1789, hrsg. von Michèle Duchet, 1969, 1976, 620 Seiten
  - 4. 1789–1848, 2 Bde.,  hrsg. von Pierre Barbéris und Claude Duchet, 1972–1973, 685 + 583 Seiten
  - 5. 1848–1913, hrsg. von Claude Duchet, 1977, 1989, 814 Seiten
  - 6. 1913–1976, hrsg. von André Daspre et Michel Décaudin, 1982, 1987, 920 Seiten

- (mit Pierre Abraham) Histoire littéraire de la France, 12 Bde., 1974–1980
  - 1. Des origines à 1492, hrsg. von Jean Charles Payen, 1974, 481 Seiten
  - 2. 1492–1600, hrsg. von Henri Weber.
  - 3. 1600–1660, hrsg. von Anne Ubersfeld und Roland Desné., 1975, 476 Seiten
  - 4. 1660–1715, hrsg. von Anne Ubersfeld und Roland Desné, 1975, 477 Seiten
  - 5–6. 1715–1794, hrsg. von Michèle Duchet und J.M. Goulemot, 2 Bde., 1976, 485 + 525 Seiten
  - 7. 1794–1830, hrsg. von Pierre Barbéris und Claude Duchet, 1976, 479 Seiten
  - 8. 1830–1848, hrsg. von Pierre Barbéris und Claude Duchet, 1977, 479 Seiten
  - 9. 1848–1873, hrsg. von Claude Duchet, 1977, 503 Seiten
  - 10. 1873–1913, hrsg. von Claude Duchet, 1978, 543 Seiten
  - 11. 1913–1939, hrsg. von André Daspre und Michel Décaudin, 1979, 495 Seiten
  - 12. 1939–1970, hrsg. von André Daspre und Michel Décaudin, 1980, 503 Seiten